# Chutes d'Aniwaniwa
Les chutes d'Aniwaniwa ou chutes de l'Arc en ciel, en anglais Aniwaniwa Falls et Rainbow Falls, sont deux cascades situées au nord-est du lac de Waikaremoana, en Nouvelle-Zélande,,.